# Yaxchilán
 Yaxchilán (denumit și „Menché” sau „Lorillard”) este un oraș istoric maya situat pe malul fluviului Rio Usumacinta, ruinele acestuia fiind situate în statul federal mexican Chiapas în apropiere de granița cu Guatemala. Din punct de vedere turistic locul a devenit renumit prin numărul mare de sculpturi găsite aici.